# Вудс, Зак
Зак Вудс (англ. Zach Woods; род. 25 сентября 1984) — американский актёр и комик. Наиболее известен по роли Джареда Данна в комедийном сериале HBO «Кремниевая долина». До этого у него была роль в трёх сезонах ситкома «Офис», где он играл Гейба Льюиса.

## Ранняя жизнь
Вудс родился в Трентоне, Нью-Джерси. Он — еврей. Отец Вудса является квалифицированным психиатром и социальным работником, который специализируется на клинической терапии, а его мать — практикующая медсестра. В детстве он занимался карате и играл в Бейсбольной малой лиге. Вудс является средним ребёнком в семье; у него есть старший брат и младшая сестра. В 1997 и 1998 годах, он посещал центр искусств Интерлохена. Вудс вырос в Ярдли, Пенсильвания, и окончил среднюю школу Пеннсбери в 2003 году. Он является выпускником Нью-Йоркского университета.

## Карьера

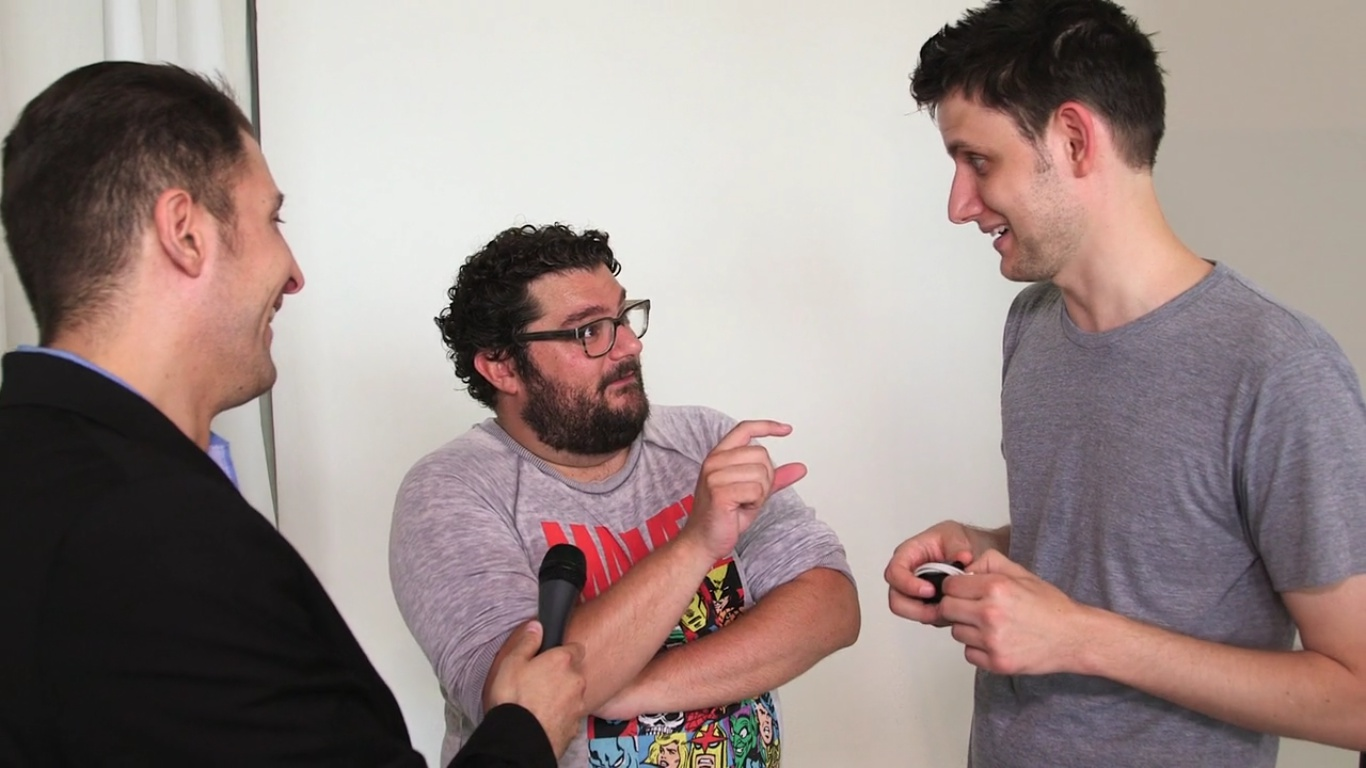
Вудс с Бобби Мойнахан в 2015 году

Он начал исполнять импровизацию в театре Upright Citizens Brigade в 16 лет и был частью импровизационной скетч-труппы «The Stepfathers», членами которой также были Бобби Мойнахан и Крис Гетард. Он преподавал импровизацию в Колумбийском университете, Университете Дьюка и Линкольн-центре. Он появился в таких фильмах как «В петле», «Копы в глубоком запасе», а также в скетче «Adam and Eve in the Friends Zone» от «CollegeHumor».
Начиная с 2010 года, он исполнял роль Гейба Льюиса в ситкоме NBC «Офис». Он был повышен до основного актёрского состава в 7 сезоне.
С 2014 года Вудс играет Джареда в сериале HBO «Кремниевая долина». Он также появился в сериале HBO «Вице-президент» в роли Эда Уэбстера.
У Вудса была роль в комедийном боевике «Шпион» (2015), где также играли Мелисса Маккарти, Джейсон Стейтем, Роуз Бирн, Джуд Лоу, Эллисон Дженни и 50 Cent. Он появился в последующем фильме Фига «Охотники за привидениями».

## Фильмография

### Фильмы
| Год  | Название                 | Роль                        | Примечания      |
| ---- | ------------------------ | --------------------------- | --------------- |
| 2004 | Террористы               | кассир в аптеке             |                 |
| 2009 | Незнакомцы               | мужчина                     | короткометражка |
| 2009 | В петле                  | Чед                         |                 |
| 2010 | Привет, Джули!           | Майкл                       |                 |
| 2010 | Копы в глубоком запасе   | Дуглас                      |                 |
| 2011 | В дороге                 | Томми                       |                 |
| 2011 | Энди и Зак               | Зак                         | короткометражка |
| 2011 | Девушки в опасности      | Рик Девульф                 |                 |
| 2012 | Проблемы богатой девушки | Дункан                      | короткометражка |
| 2013 | Копы в юбках             | парамедик                   |                 |
| 2015 | Шпион                    | мужчина с розовым галстуком |                 |
| 2016 | Другие люди              | Пол                         |                 |
| 2016 | Охотники за привидениями | Гарретт                     |                 |
| 2016 | Талисманы                | Майк Мюррей                 |                 |
| 2017 | Лего Фильм: Ниндзяго     | Зейн                        | озвучка         |
| 2017 | Секретное досье          | Энтони Эссэй                |                 |

### Телевидение
| Год       | Название               | Роль                  | Примечания |
| --------- | ---------------------- | --------------------- | --- |
| 2011      | Телеканал «Гори в Аду» | Стюарт                | Эпизод: «#2.9»                                                                                                 |
| 2010—2013 | Офис                   | Гейб Льюис            | 51 эпизод Номинация — Премия Гильдии киноактёров США за лучший актёрский состав в комедийном сериале (2011-12) |
| 2011      | Смертельно скучающий   | фанат Super ray       | Эпизод: «Nothing I Can’t Handle by Running Away»                                                               |
| 2012—2015 | Лига                   | Лэйн                  | 3 эпизода |
| 2013—2014 | Вице-президент         | Эд Уэбстер            | 3 эпизода |
| 2013      | Замедленное развитие   | Трипплер              | Эпизод: «Off the Hook»                                                                                         |
| 2013-2016 | Хорошая жена           | Джефф Деллинджер      | 4 эпизода |
| 2013      | Пиф-паф комедия        | Замечательный Грег    | Эпизод: «Cobie Smulders Wears a Black & White Strapless Dress»                                                 |
| 2014      | Шоу Кролла             | Кэл Калверс           | Эпизод: «Krolling Around with Nick Klown»                                                                      |
| 2014—2019 | Кремниевая долина      | Дональд «Джаред» Данн | 46 эпизодов |
| 2014—2017 | Дом игр                | Зак Харпер            | 8 эпизодов |
| 2015      | Пьяная история         | Ли Данкан             | Эпизод: «Los Angeles»                                                                                          |
| 2016      | Звери                  | Брайан (голос)        | Эпизод: «Pigeons.»                                                                                             |
| 2016      | Всё к лучшему          | Зак                   | Эпизод: «Woman Is the Something of the Something»                                                              |
| 2017      | Большой рот            | Дэниел (голос)        | Эпизод: «The Head Push»                                                                                        |
| 2020      | Авеню 5                | Мэтт Спенсер          | |